# 大八木凱斗
大八木 凱斗（おおやぎ かいと、2000年8月31日 - ）は、日本の俳優。京都府出身。N.A.C大阪オフィス所属。子役から活動している。

## 出演

### テレビドラマ

#### NHK
※特記以外は総合テレビ
- 金曜時代劇 華岡青洲の妻（2005年） - 雲平 役
- 連続テレビ小説
  - ちりとてちん 最終話（2008年3月） - 男の子 役
  - カーネーション（2011年10月） - 松坂勇（幼少期） 役
  - べっぴんさん（2016年） - 野上潔（幼少期） 役
  - わろてんか（2018年） - 北村隼也（15歳） 役
- 土曜ドラマ
  - ジャッジ2（2008年） - 小林洋 役
  - チェイス〜国税査察官〜（2010年） - 澤村吉弥 役
- プレミアムドラマ かすていら（2013年、BSP） - 佐野雅志（小学生） 役
- 木曜時代劇 風の峠〜銀漢の賦〜（2015年） - 小弥太 役
- ちゃんぽん食べたか（2015年） - 佐野雅志（中学時代） 役
- 大河ドラマ
  - 花燃ゆ（2015年） - 久坂秀次郎 役
- 大岡越前6 第2回（2022年5月20日、BSP） - 磯次 役
- あなたのブツが、ここに（2022年） - 山口淳太 役
- わたしの一番最悪なともだち（2023年） - 青山悠太 役
- バニラな毎日（2025年1月20日 - 3月13日、NHK総合） - 三沢 役

#### テレビ東京
- 逃亡者 おりん 第14話「弥十郎悲しき再会」（2007年2月2日、C.A.L） - 小太郎 役
- 新春ワイド時代劇
  - 寧々〜おんな太閤記（2009年1月2日） - 秀頼 役
  - 戦国疾風伝 二人の軍師（2011年1月2日） - 松寿丸 役
- やじ×きた 元祖・東海道中膝栗毛 第5話（2019年、BSテレ東） - 千次郎 役

#### テレビ朝日
- 京都地検の女4 第1話（2007年、東映） - 大介 役
- おみやさん6 第3話（2008年、東映） - 岡部正孝 役
- 松本清張没後20年・ドラマスペシャル 熱い空気（2012年12月22日） - 稲村明次 役
- 科捜研の女（東映）
  - Season19 第24話（2019年12月12日） - 室岡厚也 役
  - Season21 第9話（2022年1月13日） - 橋本海斗 役
- 遺留捜査 第6シリーズ 第5話（2021年2月11日、東映） - 倉持智也 役

#### TBS
JIN-仁-完結編　第5話(2011年)- 与吉 役
- 天皇の料理番 第11話（2015年7月5日） - 秋山一太郎（学生）役[1]

#### WOWOW
- 黒書院の六兵衛（2018年） - 忌部新八郎 役

### 映画
- ラブファイト（2008年11月） - 立花稔（幼少） 役
- 武士の家計簿（2010年12月） - 猪山直吉 役
- 忍たま乱太郎 夏休み宿題大作戦!の段（2013年7月） - 佐武虎若 役
- るろうに剣心 京都大火編 / 伝説の最期編（2014年8月・9月） - 明神弥彦 役
- 信虎（2021年11月） - 武田信勝 役